# Nebulosa del hombre corriendo
La Nebulosa del hombre corriendo (también nombrada en varias partes como: NGC 1977, NGC 1973 y NGC 1975) es una nebulosa de reflexión situada en la constelación de Orión. Se encuentra a unos 1600 años luz de distancia de la tierra y tiene un tamaño aparente de 42´x 26´.
Aunque esta región de nebulosidad está catalogada como región H ll comprende una concentración compleja de nubes de emisión, reflexión y absorción.

## Descubrimiento
NGC 1977 fue descubierta por William Herschel en 1786 en cambio NGC 1973 y NGC 1975 fueron descubiertas por el astrónomo alemán Heinrich Louis d’Arrest un siglo después, en 1886.